# بيل مورر
بيل مورر (بالإنجليزية: Bill Maurer)‏ هو عالم إنسان أمريكي، ولد في 31 مارس 1968.